# 河東北路
河东北路，金朝时设置的路。
金朝将宋朝的河东路分为河东北路、河东南路，河东北路治所在太原府（今山西省太原市），辖境包括今山西省中阳县、灵石县、昔阳县以北，陕西省吴堡县以北，内长城以南。
下辖太原府（山西太原市）、忻州（山西忻州市）、平定州（山西平定县）、汾州（山西汾阳市）、石州（山西吕梁市离石区）、葭州（陕西佳县）、代州（山西代县）、隩州（山西河曲县南）、宁化州（山西宁武县南）、岚州（山西岚县北）、岢岚州（山西岢岚县）、保德州（山西保德县）、管州（山西静乐县）。元朝废除。

## 长官
金朝
关于金朝的河东北路兵马都总管兼太原尹，参见太原府